# Grotella grisescens
Grotella grisescens là một loài bướm đêm thuộc chi Grotella, trong họ Noctuidae.Loài này được tìm thấy ở Bắc Mỹ, bao gồm New Mexico (nơi đặc trưng của nó)  và Arizona.